# Albert Bösel
Albert Bösel (* 11. Mai 1834 in Kösen; † 13. Juni 1920 in Friedrichroda) war ein deutscher Entomologe, Botaniker und Schulrektor. Sein besonderes Verdienst ist der Erhalt und die Erforschung der Salzflora und Fauna im Arterner Solgraben.

## Leben
Er stammte aus der preußischen Salinenstadt Kösen an der Saale. Nach dem Schulbesuch schlug er eine pädagogische Ausbildung ein. Im Januar 1862 wurde er Rektor der Volksschule in Artern. Zu seinen pädagogischen Schriften zählt u. a. die Publikation Der naturgeschichtliche Unterricht in der Volksschule, die 1887 auf der Seminarkonferenz zu Eisleben in den Deutschen Blättern für erziehenden Unterricht erschien.
In seiner Freizeit betätigte er sich als Entomologe und Botaniker. Er hatte wesentlichen Anteil daran, dass in der Nähe von Artern bereits 1885 das Solgebiet im Salzgraben mit seltenen Tieren und Pflanzen und einer stark salzhaltigen Quelle unter besonderem Schutz gestellt wurde. Durch das salzhaltige Wasser entstand dort im Arterner Solgraben eine Pflanzenwelt, die eher einer Küstenflora entspricht. Seine Forschungen galten u. a. der dortigen Flora und Fauna, insbesondere auch der Solbiene (Melitturga clavicornis), um deren Erhalt er sich bemühte.
Der Botaniker und Mitbegründer der Pflanzenökologie, Oscar Drude, bezeichnete ihn als „trefflichen Kenner und Hüter der halophilen Organismen“. Er beschäftigte sich auch mit den verschiedenen Gehölzen in den Gärten und Anlagen von Artern und Umgebung.
Albert Bösel war u. a. auch als Mitglied des Thüringischen Botanischen Vereins und der Geographischen Gesellschaft aktiv.